# 庫格拉特山
AT_scale:100000 47°10′00″N 9°33′39″E / 47.16667°N 9.56083°E

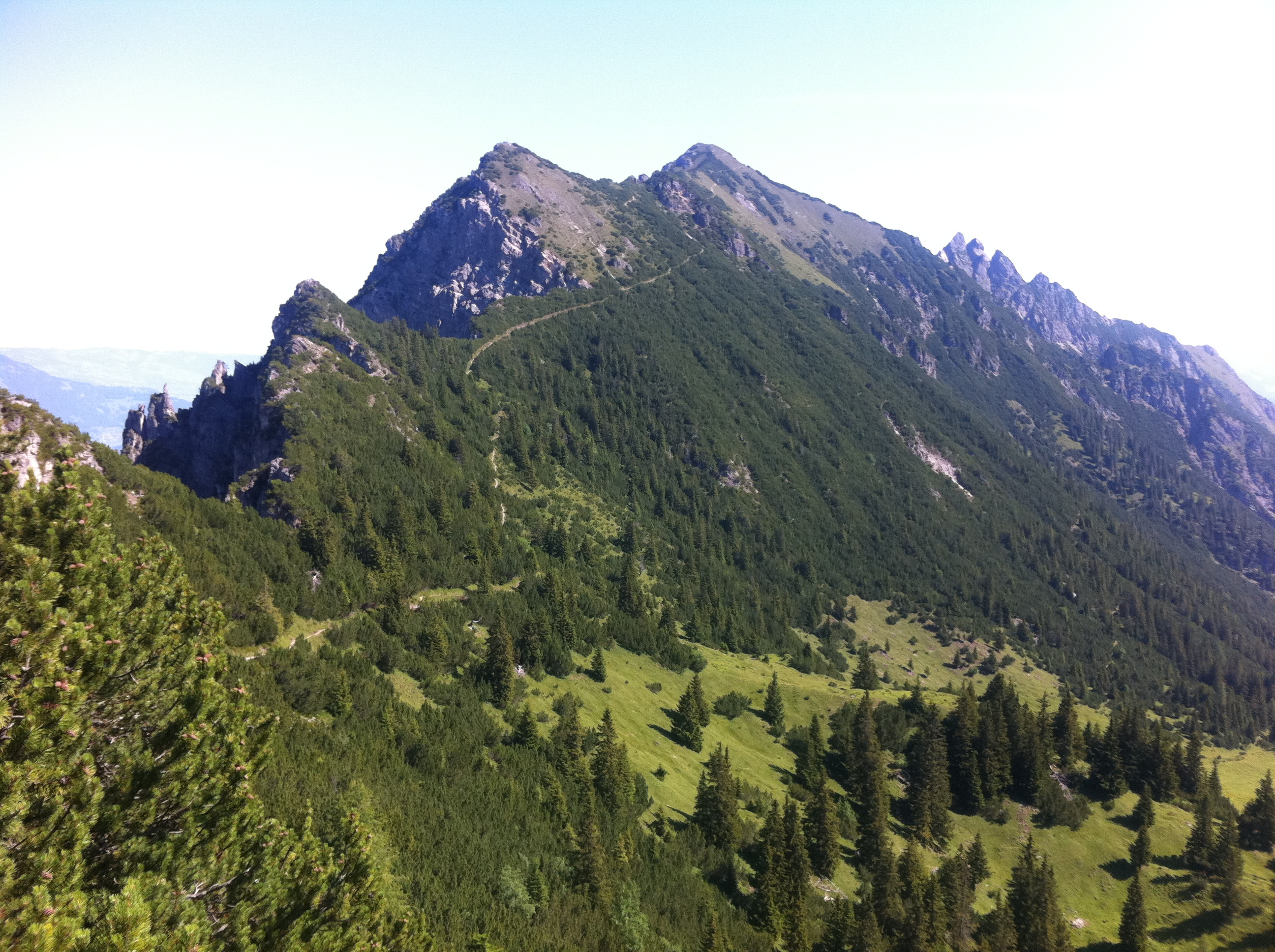

庫格拉特山（德語：Kuegrat），是中歐的山峰，位於列支敦斯登和奧地利接壤的邊境，屬於雷蒂孔山的一部分，海拔高度2,123米，每年平均降雨量1,852毫米。